# تکواندو پومسه
تکواندو پومسه (به زبان کره‌ای: 품새) یکی از شاخه‌های اصلی تکواندو است که شامل اجرای مجموعه‌ای از حرکات فرم، دفاع شخصی، ضربات دست و پا، و جابجایی‌های هماهنگ و منظم می‌باشد. پومسه در لغت به معنای «الگو» یا «فرم» است و در عمل نمایانگر فلسفه، تاکتیک و تکنیک‌های پایه‌ای تکواندو است.

## تاریخچه
پومسه از آغاز شکل‌گیری تکواندو در دههٔ ۱۹۵۰ در کره جنوبی طراحی شد. هدف از ایجاد آن، آموزش و تمرین اصول مبارزه، تمرکز ذهنی، تعادل و تکنیک‌های دفاع و حمله بود. نخستین فرم‌ها توسط کمیته فنی فدراسیون جهانی تکواندو با مشارکت استادان مکاتب مختلف رزمی کره تدوین شد.

## ساختار و اجرا
هر پومسه شامل حرکاتی از پیش تعیین‌شده است که بر اساس خطوط فرضی مشخص و فلسفهٔ خاصی طراحی شده‌اند. اجرای آن نیازمند تمرکز، تعادل، دقت، قدرت و هماهنگی میان ذهن و بدن است.
تکواندو دارای ۱۷ فرم پومسه است که پومسه‌ها بر اساس سطح کمربند به دو گروه تقسیم می‌شوند:
- ته‌گوک (Taegeuk) - ۸ فرم ویژهٔ کمربندهای رنگی به بالا
- پومسه‌ (Poomsae) - ۹ فرم ویژه دان یک به بالا

## اهمیت در مسابقات
پومسه بخشی جدانشدنی از آزمون‌های ارتقاء درجه در تکواندو است و همچنین به عنوان رشته‌ای مستقل در مسابقات جهانی پومسه، قهرمانی آسیا و دیگر رویدادهای رسمی جهانی برگزار می‌شود.

## جنبه‌های فلسفی
پومسه علاوه بر بُعد ورزشی، جنبه‌ای فرهنگی و فلسفی نیز دارد. بسیاری از اساتید آن را شکلی از مدیتیشن در حرکت می‌دانند که به پرورش ذهن و روح کمک می‌کند.